# Sabahudin Kurt
Sabahudin Kurt (Sarajevo, 18 juli 1935 - aldaar, 30 maart 2018) was een Bosnisch zanger.

## Biografie
Kurt begon zijn muzikale carrière in 1954. In 1964 nam hij deel aan Jugovizija, de Joegoslavische voorronde voor het Eurovisiesongfestival. Met het nummer Život je sklopio krug won hij de nationale finale, waardoor hij Joegoslavië mocht vertegenwoordigen op het Eurovisiesongfestival 1964, in de Deense hoofdstad Kopenhagen. Daar wist hij geen punten te verwerven en eindigde hij op een gedeelde laatste plaats. Hij werd de eerste Joegoslavische deelnemer die met de rode lantaarn huiswaarts keerde van het Eurovisiesongfestival.